# Jan Janák
Jan Janák (* 28. Juni 1932 in Brno-Husovice; † 14. August 2008) war ein tschechischer Historiker und seit 1992 Professor am Historischen Institut der Philosophischen Fakultät an der Masaryk-Universität Brno.

## Leben
Ab 1947 besuchte er vier Jahre lang die Staatliche Handelsakademie in Brünn, studierte anschließend zwei Jahre an der Hochschule für Politik und Wirtschaftswissenschaften und seit 1953 Geschichte an der Philosophischen Universität in Brno. Von 1957 war er als Archivar im Staatsarchiv Telč tätig. 1960 folgte die Anstellung als Assistent am Lehrstuhl der tschechischen und der Weltgeschichte an der philosophischen Fakultät der Jan Evangelista Purkyně-Universität. 1967 promovierte Janak zum Doktor der Philosophie. Ab 1990 lehrte er als Dozent und seit 1992 als Professor tschechische und slowakische Geschichte.
1989 bis 1997 leitete er das Historische Institut der Universität, an der er 1989 bis 1991 auch zum Dekan gewählt wurde. Janák war Mitglied des Wissenschaftsrates der Hochschule und Vorsitzender des Fachrates für tschechische Geschichte sowie Mitglied des wissenschaftlichen Archivrats des Innenministeriums, Vorsitzender der Matice moravská, stellvertretender Vorsitzender des Museum- und heimatkundlichen Vereins in Brno und bis 1989 Mitglied des Wissenschaftsrats des Instituts für Zeitgenössische Geschichte. Daneben beriet er als Redaktionsrat zahlreiche wissenschaftliche Zeitschriften und Verlage.

## Werke in tschechischer Sprache
- Tkalcovství v jihlavském kraji koncem 18. století.
- Hospodářský rozmach Moravy 1740–1918. ISBN 80-85048-89-2
- Osnova zákona o zprostředkování práce z let 1919–1922. 1999. ISSN 0231-7710
- Z galerie průkopníků brněnského průmyslu – Christian Friedrich Memmert. ISBN 80-902304-6-6
- Snahy o zavedení veřejnoprávního zprostředkování práce na Moravě a ve Slezsku před rokem 1918. 1998. ISSN 0231-7710
- Cukrovar v Podivíně – jeden z nezdařených pokusů o rolnický akciový podnik.
- Časopis Matice moravské od vlastivědy k historické revui 1869–1882. ISBN 80-85048-67-1
- J. Arzberger – vídeňský protějšek F. Gerstnera. 1997. ISSN 0231-7710
- Od vytvoření územní samosprávy do vzniku samostatného státu. V demokratickém státě 1918–1938. ISBN 80-85048-75-2
- Rozvoj hospodářského a společenského života (1848–1918). Demokratický stát (1918–1938)
- Soukenictví v Třebíči v šedesátých letech 18. století. 1996. ISSN 0323-2581
- Z. Dějiny správy v českých zemích do roku 1945 (Mitautor). ISBN 80-04-21189-5
- 1. Příčiny vzniku předlitavské sociální správy.

## Werke in deutscher Sprache
- Neuerrichtung der tschechoslowakischen Lokalbehörden in Südmähren 1945. ISBN 3-85006-076-4
- Wenzel Anton von Kaunitz und die Textilmanufakturunternehmung in Mähren. ISBN 3-900993-43-2